# بيلي بينغهام (لاعب كرة قدم)
بيلي بينغهام (بالإنجليزية: Billy Bingham)‏ (5 أغسطس 1931 ببلفاست في المملكة المتحدة - 9 يونيو 2022) هو مدرب كرة قدم ولاعب كرة قدم أيرلندي شمالي في مركز الهجوم، شارك في كأس العالم 1958. وشارك مع منتخب أيرلندا الشمالية لكرة القدم. أما مع النوادي، فقد لعب مع بورت فايل وغلينتوران ونادي إيفرتون ونادي سندرلاند ونادي لوتون تاون.

## مسيرته الكروية
لعب بيلي بينغهام خلال مسيرته الاحترافية مع 5 أندية في ثمانية عشر موسمًا وسجل خلالها 101 هدف ضمن 419 مباراة. حيث فاز في موسم واحد بالكأس وفي موسمين بالدوري.
خاض بيلي بينغهام مسيرته مع نادي غلينتوران في موسم 1949–50 ولمدة موسمين، لم يشارك في أي مباراة ولم يسجل أي هدف. ثم انتقل إلى نادي سندرلاند في موسم 1950–51 ليلعب معه ثمانية مواسم، حيث شارك في 206 مباراة سجل خلالها 45 هدفًا. لينتقل بعدها إلى نادي لوتون تاون في موسم 1958–59 واستمر معه طيلة ثلاثة مواسم، مشاركًا في 87 مباراة سجل خلالها 27 هدفًا. ثم انتقل إلى نادي إيفرتون في موسم 1960–61 واستمر معه طيلة ثلاثة مواسم، مشاركًا في 86 مباراة سجل خلالها 23 هدفًا. هذا وانتقل لاحقًا إلى نادي بورت فايل في موسم 1963–64 ولمدة موسمين، مشاركًا في 40 مباراة سجل خلالها 6 أهداف.

## وصلات خارجية
- بيلي بينغهام على موقع الاتحاد الأوربي (الإنجليزية)
- بيلي بينغهام على موقع قاعدة بيانات كرة القدم.إي يو (الإنجليزية)
- بيلي بينغهام على موقع ناشيونال فوتبول تيمز (الإنجليزية)
- بيلي بينغهام على موقع عالم كرة القدم.نت (الإنجليزية)